# Brahim Sabaouni
Brahim Sabaouni (13 mei 1994) is een Franse voetballer. Hij speelt als middenvelder bij Lierse SK. Hij debuteerde op 24 mei 2015 in de eindronde tegen Lommel United. Hij kwam over van de Engelse Nike Academy. Hij wordt uitgeleend aan AFC Tubize in het seizoen 2016-2017 door zijn huidige ploeg Lierse SK.

## Statistieken
| Seizoen        | Club           | Land            | Competitie         | Competitie | Competitie | Beker | Beker | Internationaal | Internationaal | Totaal | Totaal |
| Seizoen        | Club           | Land            | Competitie         | Wed.       | Dlp.       | Wed.  | Dlp.  | Wed.           | Dlp.           | Wed.   | Dlp.   |
| -------------- | -------------- | --------------- | ------------------ | ---------- | ---------- | ----- | ----- | -------------- | -------------- | ------ | ------ |
| 2014/15        | K. Lierse SK   | Vlag van België | Jupiler Pro League | 1          | 0          | 0     | 0     | —              | —              | 1      | 0      |
| 2015/16        | K. Lierse SK   | Vlag van België | Tweede Klasse      | 18         | 0          | 2     | 0     | —              | —              | 20     | 0      |
| 2016/17        | AFC Tubize     | Vlag van België | Eerste klasse B    | 2          | 0          | 0     | 0     | —              | —              | 2      | 0      |
| Carrièretotaal | Carrièretotaal | Carrièretotaal  | Carrièretotaal     | 21         | 0          | 2     | 0     | 0              | 0              | 23     | 0      |

Bijgewerkt t/m 16 oktober 2016.